# Иоланда де Шатильон
Иоланда де Шатильон (фр. Yolande de Châtillon; ум. 1254) — дама де Донзи, наследница Невера, Осера и Тоннера с 1250. Дочь Ги де Шатильона, графа де Сен-Поль, и Агнессы II де Невер.

## Биография
Родилась или в конце 1221, или в начале 1222 года. В 1225 году умерла её мать, а в следующем году при осаде Авиньона погиб отец. Иоланду и её брата Гоше приютила бабка по материнской линии Матильда де Куртене.
В 1248 году Иоланда сопровождает своего мужа, который вместе с королём Людовиком IX отправился в седьмой крестовый поход. 22 января 1249 года Аршамбо де Бурбон умер на Кипре в результате эпидемии неизвестной болезни. Иоланда с останками мужа вернулась во Францию.
После смерти своего брата Гоше в 1250 году Иоланда стала наследницей графств Невер, Тоннер и Осер, которыми управляла её бабушка, Матильда де Куртене.
Иоланда умерла в 1254 году, ей наследовала старшая дочь Матильда.

## Брак и дети
Муж: с ок. 30 мая 1228 Аршамбо IX де Бурбон (ок. 1215/1220 — 15 января 1249), сеньор де Бурбон с 1242. Дети:
- Матильда II де Бурбон-Дампьер (ок. 1235 —1262), дама де Бурбон с 1249, дама де Донзи с 1254, графиня Невера, Тонерра и Осерра с 1257; муж: с 1248 Эд Бургундский (1230 — 4 августа 1266), граф Невера, Осера, Тоннера и сеньор де Донзи, де Перш-Гуэ и де Монмирай
- Агнес де Бурбон-Дампьер (1237 — 5 сентября 1287/30 июня 1288), дама де Бурбон с 1262; 1-й муж: с 1248 Жан Бургундский (1231 — 29 сентября 1268), граф Шароле; 2-й муж: с 1277 Роберт II Благородный (август 1250 — 11 июля 1302), граф Артуа с 1250